# Toshiya Tanaka (futbolista nacido en 1997)
Toshiya Tanaka (田中 稔也 Tanaka Toshiya?, Gunma, 2 de diciembre de 1997) es un futbolista japonés que juega como centrocampista y su equipo es el Renofa Yamaguchi F. C. de la J2 League de Japón.

## Trayectoria
Tanaka fichó por el Thespakusatsu Gunma para la temporada 2019.

## Clubes
| Club                   | País  | Año       |
| ---------------------- | ----- | --------- |
| Kashima Antlers        | Japón | 2016-2018 |
| Thespakusatsu Gunma    | Japón | 2019-2022 |
| Renofa Yamaguchi F. C. | Japón | 2023-     |